# Vuelta a España 2007
Die 62. Vuelta a España fand vom 1. bis zum 23. September 2007 statt. Das dreiwöchige Etappenrennen bestand aus 21 Etappen, darunter zwei Einzelzeitfahren. Zudem gab es vier Bergankünfte, unter anderem bereits auf der 4. Etappe auf dem Weg zu den legendären Lagos de Covadonga. Die Streckenlänge umfasste 3.241 Kilometer.
Die Rundfahrt startete im spanischen Vigo und endete traditionell in Madrid.

## Etappen

Vuelta a España 2007, Übersicht der Etappen

| Endstand            | Endstand          | Endstand                 |
| ------------------- | ----------------- | ------------------------ |
| Erster              | Denis Menschow    | 80:59:07 h (40,020 km/h) |
| Zweiter             | Carlos Sastre     | + 3:31 min               |
| Dritter             | Samuel Sánchez    | + 3:46 min               |
| Vierter             | Cadel Evans       | + 3:56 min               |
| Fünfter             | Ezequiel Mosquera | + 6:34 min               |
| Sechster            | Wladimir Jefimkin | + 7:07 min               |
| Siebter             | Wladimir Karpez   | + 8:09 min               |
| Achter              | Igor Antón        | + 8:44 min               |
| Neunter             | Manuel Beltrán    | + 9:38 min               |
| Zehnter             | Carlos Barredo    | + 10:12 min              |
| Punktewertung       | Daniele Bennati   | 147 P.                   |
| Zweiter             | Denis Menschow    | 135 P.                   |
| Dritter             | Samuel Sánchez    | 127 P.                   |
| Bergwertung         | Denis Menschow    | 90 P.                    |
| Zweiter             | Jurgen Van Goolen | 78 P.                    |
| Dritter             | Carlos Sastre     | 69 P.                    |
| Kombinationswertung | Denis Menschow    | 4 P.                     |
| Zweiter             | Samuel Sánchez    | 11 P.                    |
| Dritter             | Carlos Sastre     | 15 P.                    |
| Teamwertung         | Caisse d’Epargne  | 242:55:05 h              |
| Zweiter             | Euskaltel-Euskadi | + 12:43 min              |
| Dritter             | AG2R Prevoyance   | + 30:25 min              |

| Etappen    | Tag           | Start – Ziel                       | km       | Etappensieger           | Goldenes Trikot   |
| ---------- | ------------- | ---------------------------------- | -------- | ----------------------- | ----------------- |
| 1. Etappe  | 1. September  | Vigo – Vigo                        | 145      | Daniele Bennati         | Daniele Bennati   |
| 2. Etappe  | 2. September  | Allariz – Santiago de Compostela   | 150      | Óscar Freire            | Óscar Freire      |
| 3. Etappe  | 3. September  | Vivero – Luarca                    | 155      | Paolo Bettini           | Óscar Freire      |
| 4. Etappe  | 4. September  | Langreo – Lagos de Covadonga       | 182      | Wladimir Jefimkin       | Wladimir Jefimkin |
| 5. Etappe  | 5. September  | Cangas de Onís – Reinosa           | 155      | Óscar Freire            | Wladimir Jefimkin |
| 6. Etappe  | 6. September  | Reinosa – Logroño                  | 195      | Óscar Freire            | Wladimir Jefimkin |
| 7. Etappe  | 7. September  | Calahorra – Saragossa              | 140      | Erik Zabel              | Wladimir Jefimkin |
| 8. Etappe  | 8. September  | Cariñena – Saragossa               | 49 (EZF) | Bert Grabsch            | Stijn Devolder    |
| 9. Etappe  | 9. September  | Huesca – Aramón Cerler             | 174      | Leonardo Piepoli        | Denis Menschow    |
| 10. Etappe | 10. September | Benasque – Ordino-Arcalis (AND)    | 220      | Denis Menschow          | Denis Menschow    |
| Ruhetag    |               |                                    |          |                         |                   |
| 11. Etappe | 12. September | Oropesa del Mar – Algemesí         | 190      | Alessandro Petacchi     | Denis Menschow    |
| 12. Etappe | 13. September | Algemesi – Hellín                  | 167      | Alessandro Petacchi     | Denis Menschow    |
| 13. Etappe | 14. September | Hellin – Torre-Pacheco             | 150      | Andreas Klier aberkannt | Denis Menschow    |
| 14. Etappe | 15. September | Puerto Lumbreras – Villacarrillo   | 205      | Jason McCartney         | Denis Menschow    |
| 15. Etappe | 16. September | Villacarrillo – Granada            | 205      | Samuel Sánchez          | Denis Menschow    |
| Ruhetag    |               |                                    |          |                         |                   |
| 16. Etappe | 18. September | Jaén – Puertollano                 | 165      | Leonardo Duque          | Denis Menschow    |
| 17. Etappe | 19. September | Ciudad Real – Talavera de la Reina | 180      | Daniele Bennati         | Denis Menschow    |
| 18. Etappe | 20. September | Talavera de la Reina – Ávila       | 154      | Luis Pérez Rodríguez    | Denis Menschow    |
| 19. Etappe | 21. September | Ávila – Alto de Abantos            | 135      | Samuel Sánchez          | Denis Menschow    |
| 20. Etappe | 22. September | Collado Villalba                   | 25 (EZF) | Samuel Sánchez          | Denis Menschow    |
| 21. Etappe | 23. September | Rivas-Vaciamadrid – Madrid         | 100      | Daniele Bennati         | Denis Menschow    |

## Trikots im Tourverlauf
Die Tabelle zeigt den Träger des jeweiligen Trikots während der einzelnen Etappe bzw. den Führenden der jeweiligen Gesamtwertung am Abend des Vortags an.
| Etappe      | Goldenes Trikot   | Rotes Trikot       | Oranges Trikot    | Weißes Trikot      | Teamwertung      |
| ----------- | ----------------- | ------------------ | ----------------- | ------------------ | ---------------- |
| 02. Etappe  | Daniele Bennati   | Daniele Bennati    | Serafín Martínez  | Geoffroy Lequatre  | Bouygues Télécom |
| 03. Etappe  | Óscar Freire      | Óscar Freire       | Serafín Martínez  | Manuel Vázquez     | Bouygues Télécom |
| 04. Etappe  | Óscar Freire      | Óscar Freire       | Serafín Martínez  | David de la Fuente | Caisse d’Epargne |
| 05. Etappe  | Wladimir Jefimkin | Óscar Freire       | Serafín Martínez  | Wladimir Jefimkin  | Caisse d’Epargne |
| 06. Etappe  | Wladimir Jefimkin | Óscar Freire       | Serafín Martínez  | Wladimir Jefimkin  | Caisse d’Epargne |
| 07. Etappe  | Wladimir Jefimkin | Óscar Freire       | Serafín Martínez  | Wladimir Jefimkin  | Caisse d’Epargne |
| 08. Etappe  | Wladimir Jefimkin | Óscar Freire       | Serafín Martínez  | Wladimir Jefimkin  | Caisse d’Epargne |
| 09. Etappe  | Stijn Devolder    | Óscar Freire       | Serafín Martínez  | Stijn Devolder     | Caisse d’Epargne |
| 010. Etappe | Denis Menschow    | (Paolo Bettini)1   | Serafín Martínez  | Denis Menschow     | Caisse d’Epargne |
| 011. Etappe | Denis Menschow    | Paolo Bettini      | Denis Menschow    | Denis Menschow     | Caisse d’Epargne |
| 012. Etappe | Denis Menschow    | Paolo Bettini      | Leonardo Piepoli  | Denis Menschow     | Caisse d’Epargne |
| 013. Etappe | Denis Menschow    | Paolo Bettini      | Denis Menschow    | Denis Menschow     | Caisse d’Epargne |
| 014. Etappe | Denis Menschow    | Paolo Bettini      | Denis Menschow    | Denis Menschow     | Caisse d’Epargne |
| 015. Etappe | Denis Menschow    | Paolo Bettini      | Denis Menschow    | Denis Menschow     | Caisse d’Epargne |
| 016. Etappe | Denis Menschow    | Paolo Bettini      | Jurgen Van Goolen | Denis Menschow     | Caisse d’Epargne |
| 017. Etappe | Denis Menschow    | Paolo Bettini      | Jurgen Van Goolen | Denis Menschow     | Caisse d’Epargne |
| 018. Etappe | Denis Menschow    | (Daniele Bennati)2 | Jurgen Van Goolen | Denis Menschow     | Caisse d’Epargne |
| 019. Etappe | Denis Menschow    | Daniele Bennati    | Denis Menschow    | Denis Menschow     | Caisse d’Epargne |
| 020. Etappe | Denis Menschow    | Daniele Bennati    | Denis Menschow    | Denis Menschow     | Caisse d’Epargne |
| 021. Etappe | Denis Menschow    | Denis Menschow     | Denis Menschow    | Denis Menschow     | Caisse d’Epargne |
| Sieger      | Denis Menschow    | Daniele Bennati    | Denis Menschow    | Denis Menschow     | Caisse d’Epargne |

1Während der 10. Etappe trug nach dem Ausstieg von Óscar Freire kein Fahrer das rote Trikot.

2Während der 18. Etappe trug nach dem Ausstieg von Paolo Bettini kein Fahrer das rote Trikot.